# Natalie Geisenberger
Natalie Geisenberger (München, 5 februari 1988) is een Duitse rodelaarster. Ze werd in 2014 olympisch kampioene bij de dames alsook kampioene in de landenestafette. In 2018 en 2022 herhaalde zij de prestatie van 2014.

## Carrière
Geisenberger maakte haar wereldbekerdebuut in januari 2007 met een tweede plaats in Altenberg. Op de wereldkampioenschappen rodelen 2007 in Igls eindigde de Duitse op de vierde plaats. In Cesana nam Geisenberger deel aan de Europese kampioenschappen rodelen 2008, op dit toernooi veroverde ze de Europese titel. Tijdens de wereldkampioenschappen rodelen 2008 in Oberhof sleepte de Duitse de zilveren medaille in de wacht. In december 2008 boekte ze in Winterberg haar eerste wereldbekerzege. Op de wereldkampioenschappen rodelen 2009 in Lake Placid legde Geisenberger beslag op de zilveren medaille, in de landenwedstrijd veroverde ze samen met Felix Loch, André Florschütz en Torsten Wustlich de wereldtitel.
In 2010 nam Geisenberger een eerste keer deel aan de Olympische Spelen. Ze legde beslag op de derde plaats, achter haar landgenote Tatjana Hüfner en de Oostenrijkse Nina Reithmayer. Geisenberger eindigde viermaal tweede in het eindklassement van de wereldbeker, maar in 2012/2013 behaalde ze dan toch de eindoverwinning in het wereldbekerklassement. Op het WK 2013 behaalde Geisenberger voor het eerst de wereldtitel in het individuele nummer. 
In 2014 won ze twee olympische titels bij het Rodelen op de Olympische Winterspelen 2014. Later dat jaar won Geisenberger opnieuw de eindoverwinning in het klassement van de  wereldbeker rodelen 2013/2014. In 2018 werd ze olympisch kampioen bij het rodelen. In 2022 werd ze bij de individuele afdeling ook olympisch kampioene.

## Resultaten

### Olympische Winterspelen
| Jaar | Plaats      | Resultaat               |
| ---- | ----------- | ----------------------- |
| 2010 | Vancouver   | Individueel             |
| 2014 | Sotsji      | individueel · estafette |
| 2018 | Pyeongchang | Individueel estafette   |
| 2022 | Peking      | individueel · estafette |

### Wereldkampioenschappen
| Jaar | Plaats          | Resultaten         |
| ---- | --------------- | ------------------ |
| 2007 | Igls            | 4e Individueel     |
| 2008 | Oberhof         | Individueel        |
| 2009 | Lake Placid     | Individueel · Team |
| 2011 | Cesana Torinese | Individueel        |
| 2012 | Calgary         | Individueel        |
| 2013 | Whistler        | Individueel · Team |

### Europese kampioenschappen
| Jaar | Plaats          | Resultaten         |
| ---- | --------------- | ------------------ |
| 2008 | Cesana Torinese | Individueel        |
| 2013 | Whistler        | Individueel · Team |

### Wereldbeker

#### Eindstand wereldbeker
| Seizoen   | Plaats |
| --------- | ------ |
| 2006/2007 | 27e    |
| 2007/2008 | Brons  |
| 2008/2009 | Zilver |
| 2009/2010 | Zilver |
| 2010/2011 | Zilver |
| 2011/2012 | Zilver |
| 2012/2013 | Goud   |
| 2013/2014 | Goud   |

#### Individuele wereldbekeroverwinningen
| #   | Datum            | Plaats          |
| --- | ---------------- | --------------- |
| 1.  | 13 december 2008 | Winterberg      |
| 2.  | 24 januari 2009  | Altenberg       |
| 3.  | 20 februari 2009 | Vancouver       |
| 4.  | 28 november 2009 | Igls            |
| 5.  | 9 januari 2010   | Winterberg      |
| 6.  | 30 januari 2010  | Cesana Torinese |
| 7.  | 5 januari 2011   | Königssee       |
| 8.  | 10 december 2011 | Whistler        |
| 9.  | 14 januari 2012  | Oberhof         |
| 10. | 19 februari 2012 | Sigulda         |
| 11. | 1 december 2012  | Königssee       |
| 12. | 8 december 2012  | Altenberg       |
| 13. | 5 januari 2013   | Königssee       |
| 14. | 12 januari 2013  | Oberhof         |
| 15. | 19 januari 2013  | Winterberg      |
| 16. | 8 februari 2013  | Lake Placid     |
| 17. | 16 november 2013 | Lillehammer     |
| 18. | 23 november 2013 | Igls            |
| 19. | 30 november 2013 | Winterberg      |
| 20. | 6 december 2013  | Whistler        |
| 21. | 13 december 2013 | Park City       |
| 22. | 4 januari 2014   | Königssee       |
| 23. | 18 januari 2014  | Altenberg       |
| 24. | 29 november 2014 | Igls            |
| 25. | 5 december 2014  | Lake Placid     |